# Stanisław Kluska (artysta)
Stanisław Kluska (ur. 1940, zm. 28 września 2023) – polski grafik, profesor Akademii Sztuk Pięknych w Katowicach.

## Życiorys
W 1964 ukończył studia na katowickim Wydziale Grafiki Akademii Sztuk Pięknych w Krakowie. Był wykładowcą ASP w Katowicach i profesorem w Katedrze Projektowania Graficznego. Od 1970 kierował Pracownią Typografii i Liternictwa, a w latach l978-1983 Pracownią Książki. Od 1983 kierował Pracownią Druku Wklęsłego, a od 1989 – Katedrą Grafiki Warsztatowej. Od 1997 był profesorem zwyczajnym ASP w Katowicach.
W 2015 został odznaczony Srebrnym Medalem „Zasłużony Kulturze Gloria Artis”.